# Municipio de Cohoctah
El municipio de Cohoctah (en inglés: Cohoctah Township) es un municipio ubicado en el condado de Livingston en el estado estadounidense de Míchigan. En el año 2010 tenía una población de 3317 habitantes y una densidad poblacional de 33,37 personas por km².

## Geografía
El municipio de Cohoctah se encuentra ubicado en las coordenadas 42°44′0″N 83°58′35″O / 42.73333, -83.97639. Según la Oficina del Censo de los Estados Unidos, el municipio tiene una superficie total de 99.39 km², de la cual 98.22 km² corresponden a tierra firme y (1.18%) 1.18 km² es agua.

## Demografía
Según el censo de 2010, había 3317 personas residiendo en el municipio de Cohoctah. La densidad de población era de 33,37 hab./km². De los 3317 habitantes, el municipio de Cohoctah estaba compuesto por el 97.41% blancos, el 0.09% eran afroamericanos, el 0.42% eran amerindios, el 0.51% eran asiáticos, el 0.06% eran isleños del Pacífico, el 0.3% eran de otras razas y el 1.21% pertenecían a dos o más razas. Del total de la población el 1.45% eran hispanos o latinos de cualquier raza.